# Festuca inguschetica
Festuca inguschetica är en gräsart som beskrevs av Evgenii Borisovich Alexeev. Festuca inguschetica ingår i släktet svinglar, och familjen gräs. Inga underarter finns listade i Catalogue of Life.